# کریس ایگلز
کریس ایگلز (هلندی: Chris Eagles؛ زادهٔ ۱۹ نوامبر ۱۹۸۵) یک بازیکن فوتبال اهل بریتانیا است.

## باشگاهی
از باشگاه‌هایی که در آن بازی کرده‌است می‌توان به برنلی، بولتون واندرز، واتفورد، شفیلد ونزدی، منچستر یونایتد، ان. ئی. سی، واتفورد، بلکپول، چارلتون اتلتیک، و باشگاه فوتبال بری اشاره کرد.